# Furuskäret (vid Bolax, Kimitoön)
Furuskäret är en ö i Finland. Den ligger i Skärgårdshavet vid Bolax i kommunen Kimitoön i den ekonomiska regionen  Åboland i landskapet Egentliga Finland, i den sydvästra delen av landet. Ön ligger omkring 64 kilometer söder om Åbo och omkring 120 kilometer väster om Helsingfors.
Öns area är 7,8 hektar och dess största längd är 460 meter i sydväst-nordöstlig riktning. Ön höjer sig omkring 20 meter över havsytan.